# Когоут, Антонин
Антонин Когоут (чеш. Antonín Kohout; род. 12 декабря 1919, Лубна близ Раковника — 15 февраля 2013, Прага) — чешский виолончелист.
Окончил Пражскую консерваторию (1943) и Академию музыкального искусства (1952), учился, в частности, у Карела Православа Садло и Йозефа Мицки. Был основателем (1945) и бессменным членом Квартета имени Сметаны на протяжении всех 44 лет его существования, принял участие в более 4 000 концертов в 54 странах и в записи около 140 дисков. Последнее выступление Когоута состоялось 14 мая 1991 года.
Похоронен на кладбище Малвазинки в Праге.